# ライル・リッツ
ライル・リッツ（英語：Lyle Ritz、1930年1月10日 - 2017年3月3日）は、アメリカ合衆国のミュージシャン。ウクレレとベース（ダブルベースとエレクトリックベースの両方）の作品で知られた。キャリアの初期はジャズ・ウクレレ奏者として活動し、1950年代のハワイ音楽シーンで重要な役割を果たした。1960年代までにスタジオ・ミュージシャンとしての活動を開始し、ダブルベースやエレクトリックベースを演奏することが多くなった。ロサンゼルス各所のスタジオで演奏し、レッキング・クルー（ロサンゼルスで精力的に活動するミュージシャンの非公式なグループ）の一員となった。リッツは1960年代中盤から1980年代初頭にかけて、アメリカの多数のヒット曲に参加した。1980年代中盤からは、リッツの初期のウクレレ作品が再評価されたことからフェスの常連となり、ウクレレの演奏に対する興味が再燃した。2007年、ウクレレ・ホール・オブ・フェイム・ミュージアムとミュージシャン・ホール・オブ・フェイム・アンド・ミュージアムの両方に殿堂入りした。

## 経歴

### サザン・カリフォルニア・ミュージック・カンパニーとアメリカ陸軍軍楽隊
ライル・リッツは大学生の頃、ロサンゼルスのサザン・カリフォルニア・ミュージック・カンパニーでアルバイトとして音楽のキャリアを積み始めた。小型製品部門の担当者としてウクレレ（当時アーサー・ゴッドフリーの影響で流行していた）などの楽器を実演していたリッツは、自分用にギブソンのテナー・ウクレレを購入した。
朝鮮戦争の時期にアメリカ陸軍に徴兵され、アメリカ陸軍軍楽隊でチューバを担当した。フォートオードに駐留し、アコースティック・ベースの演奏法を習得した。休暇中、サザン・カリフォルニア・ミュージック・カンパニーを訪ね、同僚にせがまれてウクレレで数曲演奏した。リッツは知らなかったが、ヴァーヴ・レコードのスカウトであるバーニー・ケッセルがその場にいた。

### ヴァーヴ・レコード
リッツの演奏を聴き終えたケッセルはリッツに接近してつながりを持つようになり、その結果、リッツの最初の商業レコードがリリースされることになった。
1957年、ヴァーヴからリッツの初めてのウクレレ・レコードである『ライル・リッツ・プレイズ・ジャズ・ウクレレ～ハウ・アバウト・ウケ?』がリリースされた。1959年には『50thステイト・ジャズ』（50番目の州のジャズを意味する）がリリースされた。どちらのレコードもハワイで大ヒットし、新しいウクレレ奏者が次々と誕生し始めた。ただし、アメリカ本土での人気は限定的だった。

### レッキング・クルー
生活費を稼ぐため、リッツはウクレレからエレクトリックベースに鞍替えし、スタジオ・ミュージシャンとなった。ロサンゼルスの録音業界で人気があったスタジオ・ミュージシャンのグループであるレッキング・クルーに加入した。リッツは5,000を超える作品に参加。特筆に値する楽曲に、ハーブ・アルパートの「蜜の味」、ライチャス・ブラザーズの「ふられた気持」、ザ・ビーチ・ボーイズの「グッド・ヴァイブレーション」などがある。リッツが共演した他の特筆すべきレコーディング・アーティストには、ソニー&シェール、モンキーズ、ハーブ・オオタ、ディーン・マーティン、リンダ・ロンシュタットなどが挙げられる。また、『ロックフォードの事件メモ』、『Name That Tune』、『刑事コジャック』などのテレビ番組の楽曲でもベースを演奏した。
1979年、スティーヴ・マーティンが『天国から落ちた男 (The Jerk)』でウクレレを演奏するシーンでは、リッツがマーティンの代わりに演奏した。1980年、リッツは音楽を題材としたクイズ番組である『Face the Music』でベースを演奏した。

### ウクレレ音楽への回帰
1984年、ウクレレ奏者兼レコード・プロデューサーであるロイ・サクマはリッツを訪ね、Annual Ukulele Festivalに参加させるためにハワイに連れ帰った。リッツはヴァーヴからリリースされた自身のレコードがハワイで根強い人気を保っていたことを知らなかったが、翌年からこのフェスに3年続けて参加した。1988年、リッツは巡業から引退することに決めたが、演奏は継続した。3枚目のアルバムである『ウクレレ・ジャズ (Time)』は、同年にRoy Sakuma Recordsからリリースされた。1999年、Flea Market Music創業者のジム・ビロフは、カリフォルニアで年次「UKEtopia」コンサートを開催した。特筆すべき出来事に、ビル・タピアとリッツがアドリブのカッティング・コンテストでジャズ・フレーズを応酬したことが挙げられる。
2005年、リッツはApple社のノートパソコンと、宅録用ソフトウェアであるGarageBandを購入した。半年間作業した後、新しいソロ・アルバム『ノー・フリルズ』を完成させ、2006年にリリースした。ベース・トラックにシンセサイザーを使用することで、ジャズ・ウクレレの演奏に集中した。2007年、リッツはウクレレ・ホール・オブ・フェイムに殿堂入りした。表彰状の文言は以下の通り（抜粋）。「リッツ殿はウクレレ・ジャズ分野の優れた開拓者として後世に記憶されるでしょう。」

### 死去
リッツはオレゴン州ポートランドで死去した。87歳だった。

## ディスコグラフィ

### リーダー・アルバム
- 『ライル・リッツ・プレイズ・ジャズ・ウクレレ～ハウ・アバウト・ウケ?』 - How About Uke? (1958年、Verve)
- 『50thステイト・ジャズ』 - 50th State Jazz (1959年、Verve)
- 『ウクレレ・ジャズ』 - Time (1995年、Roy Sakuma)
- A Night of Ukulele Jazz (2001年、Flea Market Music)
- 『ウクレレ・デュオ』 - Ukulele Duo (2001年、JVC) ※with ハーブ・オオタ
- 『ノー・フリルズ』 - No Frills (2006年、Flea Market Music)

### 参加アルバム
- レス・バクスター : Moog Rock (1969年、GNP Crescendo)
- リサ・ハートマン・ブラック（英語版） : Lisa Hartman Black (1976年、Kirshner)
- ザ・ビーチ・ボーイズ : 『15・ビッグ・ワンズ』 (1976年、Reprise)
- マーティン・ベル（英語版） : Songs from the Way of the Wolf (1970年、Seabury Press)
- セオドア・ビケル : A Folksinger's Choice (1964年、Elektra)
- ブリュワー&シップリー（英語版） : Down in L.A. (1968年、A&M)
- レス・ブラウン（英語版） : Swingin' the Masters! (1963年、Columbia)
- デニス・ブディミル（英語版） : The Creeper (1965年、Mainstream)
- シェール : 『私のお願い』 (1965年、Imperial)
- シェール : Cher (1966年、Imperial)
- ボビー・ダーリン : From Hello Dolly to Goodbye Charlie (1964年、Capitol)
- ランディ・エデルマン : The Laughter and the Tears (1972年、Lion)
- ランディ・エデルマン : You're the One (1979年、Arista)
- ロン・エリオット（英語版） : The Candlestickmaker (1969年、Warner Bros.)
- フィル・エヴァリー : Star Spangled Springer (1973年、RCA)
- ボブ・フローレンス : Bongos/Reeds/Brass (1960年、HiFi)
- ルーズベルト・グリアー（英語版） : Soul City (1964年、Recording Industries)
- ジェームズ・ウィリアム・ガルシオ（英語版） : Electra Glide in Blue (1973年、United Artists)
- スクリーミン・ジェイ・ホーキンズ : What That Is! (1969年、Philips)
- ダン・ヒックス : 『イット・ハプンド・ワン・バイト』 (1978年、Warner Bros.)
- ポール・ホーン : Impressions! (1958年、World Pacific)
- サラ・カーノチャン（英語版） : Beat Around the Bush (1974年、RCA)
- アル・クーパー : 『イージー・ダズ・イット』 (1970年、Columbia)
- クロディーヌ・ロンジェ : 『カラーズ』 (1968年、A&M)
- バリー・マン : Survivor (1975年、RCA Victor)
- ボブ・モリソン（英語版） : Friends of Mine (1971年、Capitol)
- ミスティック・ムード・オーケストラ（英語版） : Extensions (1969年、Philips)
- ランディ・ニューマン : ランディ・ニューマン (1968年、Reprise)
- ランディ・ニューマン : 12 Songs (1970年、Reprise)
- ハリー・ニルソン : 『パンディモニアム・シャドウ・ショウ』 (1967年、RCA Victor)
- ハリー・ニルソン : 『空中バレー』 (1968年、RCA Victor)
- ハリー・ニルソン : 『俺たちは天使じゃない』 (1975年、RCA Victor)
- ヴァン・ダイク・パークス : 『ソング・サイクル』 (1967年、Warner Bros.)
- マイク・ポスト : Fused (1969年、Warner Bros./Seven Arts)
- マイク・ポスト : Railhead Overture (1975年、MGM)
- ドリー・プレヴィン（英語版） : Dory Previn (1974年、Warner Bros.)
- エミット・ローズ（英語版） : The American Dreams (1970年、A&M)
- アン・リチャーズ : Live at the Losers (1963年、Vee Jay)
- ネルソン・リドル（英語版） : Contemporary Sound of Nelson Riddle (1968年、United Artists)
- ライチャス・ブラザーズ : Back to Back (1965年、Philles)
- ジェリー・リオペル（英語版） : Saving Grace (1974年、ABC)
- オースティン・ロバーツ（英語版） : The Last Thing On My Mind (1973年、Chelsea)
- リンダ・ロンシュタット : 『リンダ・ロンシュタット』 (1971年、Capitol)
- ソニー&シェール : 『アイ・ガット・ユー・ベイブ』 (1965年、ATCO)
- タウンズ・ヴァン・ザント : Our Mother the Mountain (1969年、Poppy)
- ラウドン・ウェインライト三世（英語版） : Unrequited (1975年、Columbia)
- サミー・ウォーカー（英語版） : Sammy Walker (1976年、Warner Bros.)
- サミー・ウォーカー : Blue Ridge Mountain Skyline (1977年、Warner Bros.)
- イアン・ウィットコム（英語版） : Yellow Underground (1967年、Tower)
- アンディ・ウィリアムス : 『ソリティア』 (1973年、Columbia)
- メイソン・ウィリアムズ（英語版） : The Mason Williams Ear Show (1968年、Warner Bros./Seven Arts)
- メイソン・ウィリアムズ : The Mason Williams Phonograph Record (1968年、Warner Bros./Seven Arts)
- スタン・ウィルソン（英語版） : Stan Wilson at the Ash Grove (1959年、Verve)

## 書籍
- Ritz, Lyle (2001). Jumpin Jim's Ukulele Masters. Flea Market Music. ISBN 978-0634027642
- Ritz, Lyle; Beloff, Jim (2002). Jumpin' Jim's Ukulele Masters: Lyle Ritz Solos. Flea Market Music. ISBN 978-0634046582
- Ritz, Lyle (2008). Lyle Lite: 16 Easy Chord Solos Arranged by Ukulele Jazz Master Lyle Ritz. Flea Market Music. ISBN 978-1423437819